# Abraxas nigrocingulata
Abraxas nigrocingulata là một loài bướm đêm trong họ Geometridae.